# Vania King
Vania King (Monterey Park, Kalifornia, 1989. február 3. –) párosban kétszeres Grand Slam-tornagyőztes visszavonult amerikai teniszezőnő.
2006–2021 közötti profi pályafutása során egy egyéni WTA-tornát nyert. Párosban jóval sikeresebb volt, hiszen 2010-ben két Grand Slam-tornát is tudott nyerni, Wimbledonban és a US Openen végzett az első helyen, mindkétszer a kazah Jaroszlava Svedova oldalán. Párosban összesen 15 WTA-tornagyőzelmet és még hat ITF-sikert mondhat magáénak. Legjobb egyéni világranglista-helyezése az ötvenedik volt, ezt 2006 novemberében érte el. Pályafutása legjobb páros világranglista-helyezését 2011 júniusában érte el, amikor a 3. helyen állt. 2006–2011 között szerepelt az Amerikai Egyesült Államok Fed-kupa csapatában.

## Grand Slam döntői

### Páros

#### Győzelmei (2)
| Év   | Torna     | Borítás | Partner            | Ellenfelek a döntőben            | Eredmény a döntőben |
| 2010 | Wimbledon | Fű      | Jaroszlava Svedova | Jelena Vesznyina Vera Zvonarjova | 7–6(6), 6–2         |
| 2010 | US Open   | Kemény  | Jaroszlava Svedova | Liezel Huber Nagyja Petrova      | 2–6, 6–4, 7–6(4)    |

#### Elveszített döntői (1)
| Év   | Torna   | Borítás | Partner            | Ellenfelek a döntőben     | Eredmény a döntőben |
| 2011 | US Open | Kemény  | Jaroszlava Svedova | Liezel Huber Lisa Raymond | 6–4, 6–7(5), 6–7(3) |

### Vegyes páros

#### Elveszített döntői (1)
| Év   | Torna         | Borítás | Partner      | Ellenfelek a döntőben  | Eredmény a döntőben |
| 2009 | Roland Garros | Salak   | Marcelo Melo | Bob Bryan Liezel Huber | 7–5, 6–7(5), [7–10] |

## WTA-döntői

### Egyéni

#### Győzelmei (1)
| Összesítés           |                        |
| Grand Slam-torna (0) |                        |
| Tier I (0)           | Premier Mandatory* (0) |
| Tier II (0)          | Premier Five* (0)      |
| Tier III (1)         | Premier* (0)           |
| Tier IV (0)          | International* (0)     |
| Tier V (0)           | Challenger* (0)        |

* 2009-től megváltozott a tornák rendszere.
 Az egymás mellett azonos színnel jelölt tornatípusok között nincs teljes mértékű megfelelés.
| No. | Dátum             | Helyszín                            | Borítás | Ellenfél a döntőben | Eredmény a döntőben | Eredmény a döntőben |
| 1.  | 2006. október 15. | PTT Bangkok Open, Bangkok, Thaiföld | Kemény  | Tamarine Tanasugarn | 2–6, 6–4, 6–4       |                     |

#### Elveszített döntői (2)
| No. | Dátum                | Helyszín                                           | Borítás | Ellenfél a döntőben | Eredmény a döntőben | Eredmény a döntőben |
| 1.  | 2013. szeptember 22. | Guangzhou International Women’s Open, Kanton, Kína | Kemény  | Csang Suaj          | 6–7(1), 1–6         |                     |
| 2.  | 2016. augusztus 7.   | Jiangxi Open, Nancsang, Kína                       | Kemény  | Tuan Jing-jing      | 6–1, 4–6, 2–6       |                     |

### Páros

#### Győzelmei (15)
| Összesítés           |                        |
| Grand Slam-torna (2) |                        |
| Tier I (1)           | Premier Mandatory* (0) |
| Tier II (0)          | Premier Five* (0)      |
| Tier III (4)         | Premier* (2)           |
| Tier IV (1)          | International* (5)     |
| Tier V (0)           | Challenger* (0)        |

* 2009-től megváltozott a tornák rendszere.
 Az egymás mellett azonos színnel jelölt tornatípusok között nincs teljes mértékű megfelelés.
|     | Dátum                | Torna                                                     | Borítás    | Partner                    | Ellenfelek a döntőben                     | Eredmény a döntőben | Eredmény a döntőben |
| 1.  | 2006. október 8.     | Japan Open Tennis Championships, Tokió, Japán             | Kemény     | Jelena Kostanić Tošić      | Csan Jung-zsan Csuang Csia-zsung          | 7–6(2), 5–7, 6–2    |                     |
| 2.  | 2006. október 15.    | PTT Bangkok Open, Bangkok, Thaiföld                       | Kemény     | Jelena Kostanić Tošić      | Mariana Díaz Oliva Natalie Grandin        | 7–5, 2–6, 7–5       |                     |
| 3.  | 2007. május 14.      | Grand Prix de SAR La Princesse Lalla Meryem, Fez, Marokkó | Salak      | Szánija Mirza              | Andreea Ehritt-Vanc Anastasia Rodionova   | 6–1, 6–2            |                     |
| 4.  | 2007. szeptember 19. | Sunfeast Open, Kolkata, India                             | Kemény     | Alla Kudrjavceva           | Alberta Brianti Marija Koritceva          | 6–1, 6–4            |                     |
| 5.  | 2008. szeptember 21. | Toray Pan Pacific Open, Tokió, Japán                      | Kemény     | Nagyja Petrova             | Lisa Raymond Samantha Stosur              | 6–1, 6–4            |                     |
| 6.  | 2008. november 2.    | Bell Challenge, Québec, Kanada                            | Kemény     | Anna-Lena Grönefeld        | Jill Craybas Tamarine Tanasugarn          | 7–6(3), 6–4         |                     |
| 7.  | 2009. január 11.     | Brisbane International, Brisbane, Ausztrália              | Kemény     | Anna-Lena Grönefeld        | Klaudia Jans Alicja Rosolska              | 3–6, 7–5, [10–5]    |                     |
| 8.  | 2009. szeptember 14. | Bell Challenge, Québec, Kanada                            | Kemény     | Barbora Záhlavová-Strýcová | Sofia Arvidsson Séverine Beltrame         | 6–1, 6–3            |                     |
| 9.  | 2010. február 14.    | Cellular South Cup, Memphis, Egyesült Államok             | Kemény     | Michaëlla Krajicek         | Bethanie Mattek-Sands Meghann Shaughnessy | 7–5, 6–2            |                     |
| 10. | 2010. május 22.      | Internationaux de Strasbourg, Strasbourg, Franciaország   | Salak      | Alizé Cornet               | Alla Kudrjavceva Anastasia Rodionova      | 3–6, 6–4, [10–7]    |                     |
| 11. | 2010. július 3.      | Wimbledon, London, Egyesült Királyság                     | Fű         | Jaroszlava Svedova         | Jelena Vesznyina Vera Zvonarjova          | 7–6(6), 6–2         |                     |
| 12. | 2010. szeptember 13. | US Open, New York, Egyesült Államok                       | Kemény     | Jaroszlava Svedova         | Liezel Huber Nagyja Petrova               | 2–6, 6–4, 7–6(4)    |                     |
| 13. | 2011. augusztus 21.  | Western & Southern Open, Cincinnati, Egyesült Államok     | Kemény     | Jaroszlava Svedova         | Natalie Grandin Vladimíra Uhlířová        | 6–4, 3–6, [11–9]    |                     |
| 14. | 2011. október 22.    | Kremlin Cup, Mpszkva, Oroszország                         | Kemény (f) | Jaroszlava Svedova         | Anastasia Rodionova Galina Voszkobojeva   | 7–6(3), 6–3         |                     |
| 15. | 2016. január 9.      | Shenzhen Open, Sencsen, Kína                              | Kemény     | Monica Niculescu           | Hszü Ji-fan Cseng Szaj-szaj               | 6–1, 6–4            |                     |

#### Elveszített döntői (18)
|     | Dátum                | Torna                                                | Borítás | Partner               | Ellenfelek a döntőben                     | Eredmény a döntőben |
| 1.  | 2006. október 1.     | Guangzhou International Women’s Open, Kanton, Kína   | Kemény  | Jelena Kostanić Tošić | Li Ting Szun Tien-tien                    | 4–6, 6–2, 5–7       |
| 2.  | 2007. február 4.     | Toray Pan Pacific Open, Tokió, Japán                 | Kemény  | Rennae Stubbs         | Lisa Raymond Samantha Stosur              | 6–7(6), 6–3, 5–7    |
| 3.  | 2007. október 2.     | Guangzhou International Women’s Open, Kanton, Kína   | Kemény  | Szun Tien-tien        | Peng Suaj Jen Ce                          | 3–6, 4–6            |
| 4.  | 2007. október 7.     | Japan Open Tennis Championships, Tokió, Japán        | Kemény  | Csuang Csia-zsung     | Szun Tien-tien Jen Ce                     | 6–1, 2–6 [6–10]     |
| 5.  | 2008. február 10.    | Pattaya Women's Open, Pattaja, Thaiföld              | Kemény  | Hszie Su-vej          | Csan Jung-zsan Csuang Csia-zsung          | 4–6, 3–6            |
| 6.  | 2010. március 7.     | Monterrey Open, Monterrey, Mexikó                    | Kemény  | Anna-Lena Grönefeld   | Iveta Benešová Barbora Záhlavová-Strýcová | 6–3, 4–6, [8–10]    |
| 7.  | 2010. április 18.    | Family Circle Cup, Charleston, Egyesült Államok      | Salak   | Michaëlla Krajicek    | Liezel Huber Nagyja Petrova               | 3–6, 4–6            |
| 8.  | 2010. június 19.     | Ordina Open, 's-Hertogenbosch, Hollandia             | Fű      | Jaroszlava Svedova    | Alla Kudrjavceva Anastasia Rodionova      | 6–3, 3–6, [6–10]    |
| 9.  | 2011. március 6.     | Monterrey Open, Monterrey, Mexikó                    | Kemény  | Anna-Lena Grönefeld   | Iveta Benešová Barbora Záhlavová-Strýcová | 7–6(8), 2–6, [6–10] |
| 10. | 2011. május 15.      | Internazionali BNL d'Italia, Róma, Olaszország       | Salak   | Jaroszlava Svedova    | Peng Suaj Cseng Csie                      | 2–6, 3–6            |
| 11. | 2011. szeptember 11. | US Open, New York, Egyesült Államok                  | Kemény  | Jaroszlava Svedova    | Liezel Huber Lisa Raymond                 | 6–4, 6–7(5), 6–7(3) |
| 12. | 2011. október 16.    | HP Open, Oszaka, Japán                               | Kemény  | Jaroszlava Svedova    | Date Kimiko Csang Suaj                    | 5–7, 6–3, [9-11]    |
| 13. | 2012. július 16.     | Bank of the West Classic, Stanford, Egyesült Államok | Kemény  | Jarmila Gajdošová     | Marina Eraković Heather Watson            | 5–7, 6–7(7)         |
| 14. | 2012. július 23.     | Mercury Insurance Open, Carlsbad, Egyesült Államok   | Kemény  | Nagyja Petrova        | Raquel Kops-Jones Abigail Spears          | 2–6, 4–6            |
| 15. | 2012. szeptember 23. | Hansol Korea Open, Szöul, Dél-Korea                  | Kemény  | Akgul Amanmuradova    | Raquel Kops-Jones Abigail Spears          | 6–2, 2–6, [8–10]    |
| 16. | 2013. szeptember 21. | Guangzhou International Women’s Open, Kanton, Kína   | Kemény  | Galina Voszkobojeva   | Hszie Su-vej Peng Suaj                    | 3-6, 6-4, [10-12]   |
| 17. | 2014. április 12.    | Copa Colsanitas, Bogotá, Kolumbia                    | Salak   | Chanelle Scheepers    | Lara Arruabarrena Vecino Caroline Garcia  | 6–7(5), 4–6         |
| 18. | 2016. június 19.     | AEGON Classic, Birmingham, Egyesült Királyság        | Fű      | Alla Kudrjavceva      | Karolína Plíšková Barbora Strýcová        | 3–6, 6–7(1)         |

## Eredményei Grand Slam-tornákon

### Egyéni
| Grand Slam | Australian Open | Australian Open    | Roland Garros | Roland Garros      | Wimbledon | Wimbledon          | US Open  | US Open            |
| Év         | Eredmény        | Utolsó ellenfél    | Eredmény      | Utolsó ellenfél    | Eredmény  | Utolsó ellenfél    | Eredmény | Utolsó ellenfél    |
| 2005       | –               | –                  | –             | –                  | –         | –                  | 2. kör   | Nathalie Dechy     |
| 2006       | Selejtező       | Selejtező          | 1. kör        | V Kutuzova         | 2. kör    | Jelena Janković    | 2. kör   | Justine Henin      |
| 2007       | 1. kör          | Ana Ivanović       | 1. kör        | A Amanmuradova     | 1. kör    | Nagyja Petrova     | 1. kör   | M Shaughnessy      |
| 2008       | 1. kör          | Daniela Hantuchová | 2. kör        | Sz Kuznyecova      | 1. kör    | Anne Keothavong    | 1. kör   | A Pavljucsenkova   |
| 2009       | Selejtező       | Selejtező          | Selejtező     | Selejtező          | 2. kör    | Flavia Pennetta    | 3. kör   | Daniela Hantuchová |
| 2010       | 2. kör          | Roberta Vinci      | 1. kör        | B Mattek-Sands     | 1. kör    | Daniela Hantuchová | 2. kör   | Daniela Hantuchová |
| 2011       | 2. kör          | Caroline Wozniacki | 3. kör        | Petra Kvitová      | 1. kör    | Petra Martić       | 3. kör   | Caroline Wozniacki |
| 2012       | 3. kör          | Ana Ivanović       | 2. kör        | Dominika Cibulková | 1. kör    | Petra Cetkovská    | 1. kör   | J Svedova          |
| 2013       | 1. kör          | Marija Kirilenko   | 2. kör        | Sloane Stephens    | 1. kör    | Alizé Cornet       | 1. kör   | Kaia Kanepi        |
| 2014       | 1. kör          | C Suárez Navarro   | 1. kör        | Taylor Townsend    | 1. kör    | Y Meusburger       | 2. kör   | Serena Williams    |
| 2015       | –               | –                  | –             | –                  | –         | –                  | 1. kör   | Roberta Vinci      |
| 2016       | 2. kör          | Barbora Strýcová   | –             | –                  | Selejtező | Selejtező          | 2. kör   | Serena Williams    |
| 2017       | 1. kör          | N Vihljanceva      | –             | –                  | –         | –                  | –        | –                  |
| 2018       | 1. kör          | Mihaela Buzărnescu | –             | –                  | –         | –                  | 2. kör   | Rebecca Peterson   |

### Páros
| Grand Slam | Australian Open            | Australian Open                   | Roland Garros             | Roland Garros                     | Wimbledon                       | Wimbledon                           | US Open                    | US Open                                |
| Év         | Eredmény Partner           | Utolsó ellenfél                   | Eredmény Partner          | Utolsó ellenfél                   | Eredmény Partner                | Utolsó ellenfél                     | Eredmény Partner           | Utolsó ellenfél                        |
| 2005       | –                          | –                                 | –                         | –                                 | –                               | –                                   | 1. kör Alexa Glatch        | Daniela Hantuchová Szugijama Ai        |
| 2006       | –                          | –                                 | 1. kör Amy Frazier        | Iveta Benešová Barbora Strýcová   | 1. kör Czink Melinda            | Jen Ce Cseng Csie                   | 2. kör Amy Frazier         | V Ruano Pascual Paola Suárez           |
| 2007       | 2. kör J Kostanić Tošić    | Nathalie Dechy Vera Zvonarjova    | 1. kör J Kostanić Tošić   | E Gagliardi F Schavone            | 1. kör J Kostanić Tošić         | Jill Craybas Laura Granville        | 3. kör Émilie Loit         | K Srebotnik Szugijama Ai               |
| 2008       | 1. kör Nicole Pratt        | Maret Ani Meilen Tu               | 1. kör Hszie Su-vej       | Séverine Beltrame M Johansson     | 3. kör A Kudrjavceva            | Cara Black Liezel Huber             | 1. kör A Kudrjavceva       | A-L Grönefeld Patty Schnyder           |
| 2009       | 1. kör Szánija Mirza       | Vera Dusevina Olha Szavcsuk       | 3. kör Monica Niculescu   | Cara Black Liezel Huber           | Negyeddöntő Anna-Lena Grönefeld | Serena Williams Venus Williams      | 3. kör Monica Niculescu    | N Llagostera Vives MJ Martínez Sánchez |
| 2010       | 2. kör A-L Grönefeld       | V Azaranka Sz Kuznyecova          | 2. kör Michaëlla Krajicek | Raluca Olaru Olha Szavcsuk        | Győzelem J Svedova              | J Vesznyina V Zvonarjova            | Győzelem J Svedova         | Liezel Huber Nagyja Petrova            |
| 2011       | 1. kör A Parra Santonja    | A Dulgheru M Rybáriková           | Elődöntő J Svedova        | Andrea Hlaváčková Lucie Hradecká  | 2. kör J Svedova                | Sabine Lisicki Samantha Stosur      | Döntő J Svedova            | Liezel Huber Lisa Raymond              |
| 2012       | Negyeddöntő J Svedova      | Andrea Hlaváčková Lucie Hradecká  | Negyeddöntő J Svedova     | M Kirilenko Nagyja Petrova        | 1. kör Yasmin Schnack           | Iveta Benešová B Záhlavová-Strýcová | 3. kör J Svedova           | Julia Görges Květa Peschke             |
| 2013       | 1. kör J Svedova           | Aojama Suko Irina Falconi         | 3. kör Monica Niculescu   | Nagyja Petrova Katarina Srebotnik | 3. kör Cseng Csie               | Nagyja Petrova Katarina Srebotnik   | 2. kör M Rybáriková        | Nagyja Petrova Katarina Srebotnik      |
| 2014       | 2. kör G Voszkobojeva      | Lucie Hradecká Michaëlla Krajicek | 1. kör Cseng Csie         | Tatjana Maria E Szvitolina        | 1. kör Petra Cetkovská          | Madison Keys Alison Riske           | 3. kör Lisa Raymond        | J Makarova J Vesznyina                 |
| 2015       | –                          | –                                 | –                         | –                                 | –                               | –                                   | 2. kör Cseng Szaj-szaj     | Michaëlla Krajicek Barbora Strýcová    |
| 2016       | Negyeddöntő A Kudrjavceva  | Julia Görges Karolína Plíšková    | 1. kör A Kudrjavceva      | M Gaszparjan Sz Kuznyecova        | 2. kör A Kudrjavceva            | Christina McHale Jeļena Ostapenko   | 3. kör Monica Niculescu    | J Makarova J Vesznyina                 |
| 2017       | 3. kör J Svedova           | M Lučić-Baroni Andrea Petković    | –                         | –                                 | –                               | –                                   | –                          | –                                      |
| 2018       | Negyeddöntő Jennifer Brady | I-C Begu Monica Niculescu         | 3. kör Jennifer Brady     | Irina Bara Mihaela Buzărnescu     | 3. kör Katarina Srebotnik       | Gabriela Dabrowski Hszü Ji-fan      | 1. kör Katarina Srebotnik  | Nina Stojanović Stollár Fanny          |
| 2019       | 1. kör A-L Grönefeld       | Aojama Súko L Marozava            | –                         | –                                 | –                               | –                                   | Elődöntő Caroline Dolehide | Elise Mertens Arina Szabalenka         |
| 2020       | 1. kör Christina McHale    | Bernarda Pera Renata Voráčová     | –                         | –                                 | –                               | –                                   | –                          | –                                      |

## Év végi világranglista-helyezései
| Év     | 2004 | 2005 | 2006 | 2007 | 2008 | 2009 | 2010 | 2011 | 2012 | 2013 | 2014 | 2015 | 2016 | 2017 | 2018 | 2019 | 2020 |
| Egyéni | 825. | 202. | 50.  | 107. | 129. | 79.  | 86.  | 76.  | 70.  | 84.  | 112. | 466. | 79.  | 487. | 380. | –    | –    |
| Páros  | 636. | 357. | 59.  | 27.  | 34.  | 32.  | 4.   | 6.   | 22.  | 51.  | 77.  | 275. | 23.  | 92.  | 36.  | 80.  | 84.  |